# 由島至島 (2024年紀錄片)
《由島至島》是一部2024年的台灣紀錄片，由馬來西亞出身的台灣導演廖克發導演執導，於2024年5月11號於台灣國際紀錄片影展首映。本片獲得第26屆台北電影節最佳紀錄片和百萬首獎，以及第61屆金馬獎最佳紀錄長片、最佳音效兩個獎項。

## 內容
電影首先以台籍日本兵的視角切入第二次世界大戰的東南亞戰場，演員扮演台籍日本兵進行口述，以台籍日本兵的訪談和當地對於台籍日本兵的紀錄為底本，描繪台籍日本兵在二戰時期的活動。在第二段中，則藉由參考文獻記載、當事人訪談、實地考察等方式，揭露第二次世界大戰日軍於馬來半島肅清當地華人的情形。最後，視角再來到日本以及台灣，透過兩地的歷史學者描述對於此事件的不同態度。

## 製作
該片原先在導演廖克發的設想中是一部90分鐘的紀錄長片，由於導演廖克發在拍攝過程中發現台籍日本兵大量參與日軍戰爭暴行的紀錄，而當他將這些資料組合起來的電影上半部分給年輕人看，不少人對這些歷史紀錄片段感到抗拒。導演認為這些思考不能只停在這裡，因此將原先計畫延長達到4小時又50分鐘

## 獎項
| 年份   | 頒獎典禮         | 獎項             | 入圍者                 | 結果 |
| ------ | ---------------- | ---------------- | ---------------------- | ---- |
| 2024年 | 第61屆金馬獎     | 金馬獎最佳紀錄片 | 《由島至島》           | 獲獎 |
| 2024年 | 第61屆金馬獎     | 金馬獎最佳音效   | 陳奕伶、黃年永、澎葉生 | 獲獎 |
| 2024年 | 2024年台北電影獎 | 最佳紀錄片       | 《由島至島》           | 獲獎 |
| 2024年 | 2024年台北電影獎 | 百萬首獎         | 《由島至島》           | 獲獎 |

## 外部連結
- 由島至島的Facebook專頁
- 互联网电影数据库（IMDb）上《由島至島》的资料（英文）
- madefrom.hk 電影 上 【由島至島】的資料 ( 繁體中文)